# ورزشگاه چاندرادیموکا
ورزشگاه چاندرادیموکا (به لاتین: Chandradimuka Stadium) یک ورزشگاه در اندونزی است که در کبومن واقع شده است.